# Ульчский язык
У́льчский язы́к — язык ульчей. Относится к тунгусо-маньчжурским языкам. Распространён в Ульчском районе Хабаровского края. Число говорящих в России по данным на 2010 год — 154 чел. В 2002 году владение ульчским языком указали 732 чел. В диалектном отношении ульчский язык однороден. Долгое время ульчский язык считался диалектом нанайского языка. По этой причине в 1930-е годы ульчи не получили своей письменности — обучение в школах велось на нанайском. В 1990-е годы создана письменность на основе русского алфавита. На ульчском языке ведётся преподавание в начальных классах, издаётся учебная литература, публикуются материалы в районной газете «Амурский маяк». Литературный язык не сформировался.
На ульчском языке писал литератор А. Л. Вальдю (1915—1994).

## Ульчский алфавит
Первый проект ульчского алфавита на латинской основе был предложен в 1936 году. Однако он так и не был внедрён. Имел следующий состав: A a, ā, B в, C c, D d, Ӡ ӡ, E e, ē, Ә ә, ә̄, F f, G g, H h, I i, ī, J j, K k, Ǩ ǩ, L l, M m, N n, Ņ ņ, Ŋ ŋ, O o, ō, P p, R r, S s, T t, U u, ū, Ụ ụ, ụ̄, W w.
Ульчский алфавит был разработан в конце 1980-х годов и имеет следующий вид:
| А а   | Б б | В в | Г г | Д д | Д’ д’ | Е е | Ё ё |
| Ж ж   | З з | И и | Й й | К к | Л л   | М м | Н н |
| Н’ н’ | Ӈ ӈ | О о | П п | Р р | С с   | Т т | У у |
| Ф ф   | Х х | Ц ц | Ч ч | Ш ш | Щ щ   | ъ   | Ы ы |
| ь     | Э э | Ю ю | Я я |     |       |     |     |

Долгота гласных на письме обозначается макронами.